# Confrérie du Saint-Sacrement de Laval
La Confrérie du Saint-Sacrement de Laval est une confrérie religieuse établie à Laval au XVIIe siècle. 

## Historique

### Fondation
La confrérie du Saint-Sacrement fut fondée dans l'église Saint-Vénérand de Laval, le 26 juin 1605 sous le bon plaisir et autorité de MM. les grands-vicaires commis par le chapitre, le siège épiscopal étant vacant, par le bas âge de Mr de Beaumanoir, évêque du Mans nommé. L'autorisation fut accordée le 5 juillet 1605 par Claude Le Febvre, chantre et official et Guillaume Chapelet archidiacre de Passais, vicaires généraux, commis par le chapitre du Mans.
Cette confrérie fut autorisée par une bulle du pape Paul V, donnée à Rome le onze des calendes de décembre de la même année. 

### But
Son but était que le Saint-Sacrement fût porté et administré aux malades de la paroisse avec plus d'honneur, révérence et solennité, l'augmentation de la foi, l'entretien de la religion chrétienne et le maintien et la restauration de L'église catholique, ainsi que l'extirpation des hérésies allumées dans la chrétienté. 
Ses statuts étaient compris dans vingt et un articles. Pour ajouter aux solennités dos fêtes de la confrérie, L'orgue devait jouer. Le salaire des enfants de chœur devait, être payé par leur instruction tant en ce qui concernait les cérémonies de l'Église que dans les lettres.
Guillaume Riviers, l'un des fondateurs eut pour cet effet, sa vie durant, la jouissance d'une maison au bas du cimetière, qui fut donnée à la confrérie pour le régent chargé de l'instruction des enfants de chœur. Il était à la présentation du prieur-curé et des marguilliers de la paroisse, conjointement avec le bâtonnier et le receveur de la confrérie.

### Monastère des Ursulines de Laval
A l'extrémité du cimetière de Saint-Vénérand, sur le bord de la rue Sainte-Anne, se trouvait une maison dite de l'Armurerie donnée depuis peu pour servir de Petit Séminaire,. Cette maison appartenait alors à la confrérie du Saint-Sacrement, érigée dans l'église de Saint-Vénérand. La maison était dirigée par Guillaume Riviers. Le 27 avril 1616, les membres de la confrérie du Saint-Sacrement, font à Françoise de la Croix, des lieux, maisons, cours et jardins appelés le Séminaire de la Confrérie, exploités par Guillaume Riviers pour leur servir de couvent et maison religieuse selon la règle de l'ordre. Les Ursulines s'y établissent et y restent pendant plusieurs années.
La maison était située non loin d'une chapelle de Saint-Jacques qui leur sert d'église, et où le Saint-Sacrement est placé le 30 juillet un mois après leur arrivée. Elles habitent longtemps cette maison qui, après leur départ est  enfin appliquée à la destination indiquée par les fondateurs. 
Il est question un moment d'établir définitivement les Ursulines dans cette maison. Le 19 novembre 1617, Jean Pellier, rassemble un conseil de paroisse, pour proposer aux habitants de céder aux religieuses le bas du cimetière. Le projet n'a pas de suite, sans doute parce que le local ne pouvait convenir à une communauté en règle. Néanmoins, les Ursulines admirent des novices et une d'elles, nommée Jeanne de la Porte meurt le 19 mars 1618, et est enterrée dans la chapelle Saint-Jacques.

### Réforme
Une requête fut présentée en 1749 à Mgr de Froullay, évêque du Mans, tendant à réformer des abus qui s'étaient glissés dans la confrérie, pour lui rendre sa première splendeur. 
Un nouveau règlement fut fait le 4 mars 1750 par Me Léon de Sévérac, prieur-curé de Saint-Vénérand, Jean Passard et Pierre Duchemin de Bléré, prêtres, avec les sieurs Mathurin Le Breton et Jean de la Porte, commissaires nommés par les membres de la confrérie. Ce nouveau règlement comprenait onze articles ; il fut approuvé par une ordonnance de Charles-Louis de Froullay évêque du Mans, du 7 avril 1757. On trouve les Statuts et des instructions pour les confrères et sœurs de la confrérie du très Saint-Sacrement érigée en l'église de Saint-Vénérand de Laval par Marie de Kenaize, prêtre, contenus en un petit volume in-32, imprimée la Flèche en 1770.

### XIXesiècle
Isidore Boullier persuadé que les confréries sont un des moyens les plus propres à entretenir l'esprit de piété et de charité, remet sur pied au XIXe siècle celles dépendantes de sa paroisse : celle du Saint-Sacrement et celle des Prêtres.